# Colt Defense
Colt Defense LLC, assieme alle sue sussidiarie, è un costruttore di armi da fuoco, sistemi d'arma, per forze armate e corpi di Polizia. Colt Defense LLC fu fondata nel 2002 come risultato della riorganizzazione della Colt’s Manufacturing Company, Inc. Il suo quartier generale è situato nella città di West Hartford, Connecticut. Il catalogo prodotti è riconducibile a quello della Colt's Manufacturing Company e prima ancora a quello della Colt's Patent Firearms Manufacturing Company, e attraverso queste entità e alla struttura attuale ha fornito armi da fuoco ai Governi degli Stati Uniti d'America e a Governi internazionali dalla guerra messico-statunitense del 1847.
Il 15 giugno 2015, Colt Defense viene registrata in bancarotta, dichiarando assetti e debiti tra i 100 mln e i 500 mln di US$.
Colt Canada Corporation, sussidiaria canadese, è il centro di eccellenza armiero in Canada e il solo fornitore ufficiale dei fucili C7 e C8 carbine. Colt Canada venne fondata come Diemaco nel 1974 e acquisita dalla Colt nel 2005 dalla Héroux-Devtek. La società ha fabbriche nella sede di West Hartford, Connecticut e Kitchener, Ontario. Le vendite al U.S. Government (incluse le vendite a paesi terzi da parte del U.S. Government) sono il 57% delle vendite nette nel 2010 e il 33% nei primi tre quadrimestri del 2011, dato in diminuzione dal fatto che vennero ridotte le vendite del fucile M4 alle forze armate americane, e aumentate le esportazioni. Il 14 ottobre 2010, la società ha annunciato che Gerald R. Dinkel diventa presidente e CEO, al posto di Lt. Gen. William M. Keys, USMC (ret.) che rimane nel consiglio di amministrazione.

## Prodotti

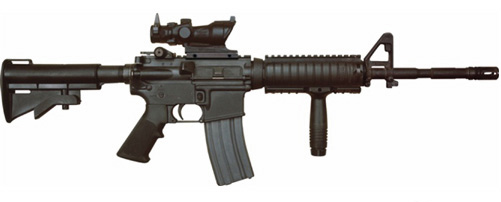
M4 Carbine

Colt fu il produttore originale del fucile M16 rifle, i cui diritti sono stati comprati dalla ArmaLite, e oggi offre una famiglia completa di armi derivate dalla base M4 Carbine, che include fucili heavy barreled rifle (HBAR®), carabine con sliding stock (M4 & ACC-M), armi per difesa personale con calcio collassabile (SCW), un piston-carbine (APC), un Commando® M4 con una canna da 10.5" (26.7 cm), un fucile automatico da fanteria (IARTM), una mitragliatore da 9mm, e il lanciagranate da 40mm M203 grenade launcher. Nel luglio 2012 il corpo U.S. Marine Corps premiò la Colt con una fornitura di cinque anni, per 12.000 M-45 MEUSOC Close Quarter Battle Pistols (CQBP) basata sul corpo della M1911 pistol.